# Camptopteromyia fractipennis
Camptopteromyia fractipennis är en tvåvingeart som beskrevs av Meijere 1914. Camptopteromyia fractipennis ingår i släktet Camptopteromyia och familjen vapenflugor. Inga underarter finns listade i Catalogue of Life.